# Axel Holmquist
Axel Johan Leonard Holmquist, född 6 maj 1849 i Linköping, död 5 augusti 1905 i Karlskrona, var en svensk ämbetsman. Han var son till Fredrik Holmqvist.
Hammar avlade hovrättsexamen vid Lunds universitet 1870. Han blev vice häradshövding 1874, länsnotarie i Kronobergs län 1879 och landskamrerare i Blekinge län 1882. Holmquist blev riddare av Nordstjärneorden 1890 och kommendör av andra klassen av Vasaorden 1902.